# シアナミド
シアナミド（Cyanamide）とは、分子式 CN2H2 で表される化合物である。化成品原料や肥料として利用される物質であり、酒を飲むと即座に二日酔いに似た状態にしてアルコール依存症を止めさせる医薬品である抗酒薬としても使用される。
1910年には年間約2万トンを生産する工場が、ドイツ・イタリア・カナダ・フランス・および日本で操業されていた。1913年には生産量が10倍に増大し、1918年には戦時下の肥料と軍需向け窒素需要のために、年産は60万トンまで上昇した。1939年からメラミン樹脂の材料として生産量が増大した。1962年、世界総生産量は900万トンを超えた。この時の主要生産国は西ドイツ・日本・アメリカ合衆国であった。

## 製法
カルシウムシアナミドを水と反応させ、二酸化炭素を溶液に通じると、シアナミド水溶液が得られる。
{\displaystyle {\ce {CaCN2\ + H2O\ + CO2 -> CaCO3\ + CN2H2}}}
この水溶液を硫酸で中和して炭酸カルシウムを沈殿させ、濃縮すると無色針状結晶のシアナミドが得られる。

## 性質
シアナミドは、カルボジイミドと互変異性の関係にある。塩基性溶液中で加熱すると、シアナミドとカルボジイミドとが反応したジシアンジアミドが生成する。ジシアンジアミドは土壌中の水分で徐々に分解して、尿素と炭酸アンモニウムになる。ジシアンジアミド自身は植物に有害なので、肥料として用いる場合は基肥として利用され、その分解が終わった頃を見計らってから、農作物の栽培を開始する。
シアナミドは動物に対しても刺激性を持ち、ヒトでも皮膚に触れると炎症を引き起こす。また、肥料としてシアナミドを取り扱っただけで、後述の処方箋医薬品として、シアナミドを用いた場合と同様の影響が現れる。そのため、日本では毒物及び劇物取締法で劇物に指定されている。
なお、シアナミドはアミンと反応してグアニジンとなるので、化成品原料として重要である。

## 医薬品
シアナミドは日本薬局方収載品で、アルコール使用障害、過飲酒者に対して断酒、節酒目的で用いられる。なお本剤は、品質維持のために冷所保存せねばならない。

### 作用機序
酒がヒトに酔いを引き起こす原因はエタノールが含有されているためだが、エタノールは体内に吸収されると代謝によって酸化され、悪酔いの原因となるアセトアルデヒドが生成する。シアナミドは主にアルデヒドデヒドロゲナーゼを阻害するので、アセトアルデヒドを体内に蓄積させる。さらに、アセトアルデヒドが蓄積したことによって、エタノールの代謝自体も抑制する。このため少量の酒でも苦しい目に遭い、飲酒できないようにするため、断酒、節酒の効果がもたらされる。

### 注意事項
シアナミドを服用時は、嗜好品である酒を飲まなくても、奈良漬のようなエタノールを含む食品や、いわゆる栄養ドリンクの類のエタノールを含む飲料や、少量の薬用酒を摂取した程度でも、さらにはリトナビル製剤のようなエタノールを含有する製剤を服用しただけで、悪酔いしたり、急性アルコール中毒に陥ってしまう。「飲酒」とまで言わない程度のエタノール摂取にも注意が必要である。
さらには、エタノールを含有した化粧品やエリキシル剤を使用しただけでも、悪酔いしたり、急性エタノール中毒に陥る可能性もある。したがって、シアナミド服用時は、エタノールを含有する物品を身近な場所から遠ざけておくことが望ましい。それが断酒以外に道が無い程に、重度のアルコール依存症の患者の治療環境を作ることにもつながる。

### 薬物相互作用
その作用機序からエタノールとの相互作用が起こる。その他に、抗てんかん薬のフェニトインやエトトインの肝臓での代謝を、シアナミドが抑制するため、フェニトインやエトトインの血中濃度が上昇し、その作用が増強する。この結果、フェニトインやエトトインによる望ましくない作用が現れる場合がある。